# Domenico di Cecco
Domenico di Cecco citato anche come Domenico di Cecco di Baldi (Gubbio, ... – ...; fl. XV secolo) è stato un pittore italiano attivo a metà del XV secolo.

## Biografia
Nacque a Gubbio e fu attivo nella sua città natale dove apprese l'arte pittorica da Ottaviano Nelli.  Nel 1444 dipinse una Madonna in lutto e San Pietro per la chiesa di Santa Maria della Piaggiola a Gubbio. Ebbe come allievo Bernardino di Nanni.